# Timiades-Maler

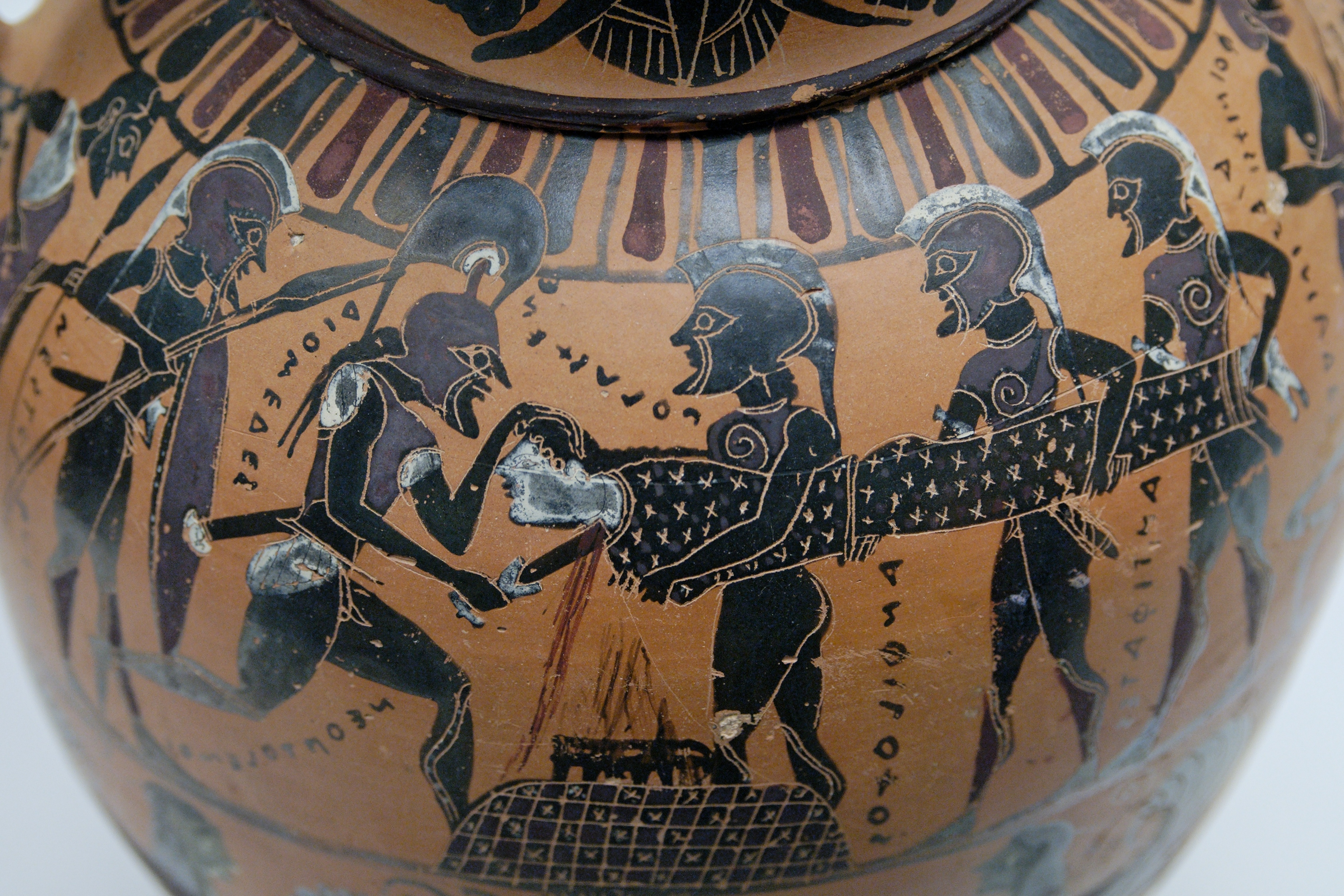
Neoptolemos opfert Polyxena; Tyrrhenische Amphora, um 570/50 v. Chr.

Der Timiades-Maler ist ein attischer Vasenmaler des schwarzfigurigen Stils. Seine Schaffenszeit wird in das zweite Viertel des 6. Jahrhunderts v. Chr. angesetzt.
Bekannt ist der Timiades-Maler vor allem für seine Zeichnungen auf Tyrrhenischen Amphoren. Besonders auffällig sind von ihm erschaffene Hahn-Ungeheuer. Auffällig sind ebenfalls seine vielen Beschriftungen der von ihm dargestellten Menschen und mythischen Figuren. Auf einer Tyrrhenischen Amphore stellt er beispielsweise Herakles im Kampf mit den Amazonen dar, auf einer weiteren die Opferung der Polyxena. Letztere dürfte zu seinen bekanntesten Werken gehören, es wird zudem häufig zur Illustration der Polyxena-Geschichte verwendet. Er gehört zur Tyrrhenischen Gruppe.